# Championnats d'Afrique de BMX
Les championnats d'Afrique de BMX se déroulent chaque année depuis 2014. Organisés par la Confédération africaine de cyclisme, ils octroient les titres de champions continentaux dans plusieurs catégories.

## Éditions
| Année     | Lieu                | Ville               |
| --------- | ------------------- | ------------------- |
| 2014      | Afrique du Sud      | Durban              |
| 2015      | Zimbabwe            | Harare              |
| 2016      | Afrique du Sud      | Durban              |
| 2017      | Zimbabwe            | Harare              |
| 2018      | Égypte              | Le Caire            |
| 2019-2021 | Pas de championnats | Pas de championnats |
| 2022      | Zimbabwe            | Bulawayo            |
| 2023      | Zimbabwe            | Bulawayo            |
| 2024      | Zimbabwe            | Bulawayo            |
| 2025      | Zimbabwe            | Harare              |

## Palmarès masculin

### Podiums élites
| Année | Or                 | Argent         | Bronze          |
| 2014  | Kyle Dodd          | Bryce Stiebel  | Tawanda Marova  |
| 2015  | Kyle Dodd          | Alex Limberg   | Penias Tenthani |
| 2016  | Kyle Dodd          | Alex Limberg   | Miguel Carvalho |
| 2017  | Brandon Pratt      | Kyle Dodd      | Penias Tenthani |
| 2018  | Dylan Eggar        | Alex Limberg   | Brandon Pratt   |
| 2022  | Tyler Klumper      | Alex Whitehead | Joe Ruwoko      |
| 2023  | Nadeem Lahremouchi | Manqoba Madida | Brandon Pratt   |
| 2024  | Joe Chenaf         | Alex Whitehead | Simon Martin    |
| 2025  | Joe Ruwoko         | Marlon Kaduku  | Tawanda Marova  |

### Podiums des moins de 23 ans
| Année | Or             | Argent           | Bronze        |
| 2023  | Gaylord Kaduku | Prosper Tenthani | non attribuée |
| 2025  | Gaylord Kaduku | non attribuée    | non attribuée |

### Podiums juniors
| Année | Or              | Argent             | Bronze          |
| 2014  | Dylan Whittle   | Alex Limberg       | Scott Donaldson |
| 2015  | Scott Donaldson | Tyler Klumper      |                 |
| 2016  | Dylan Eggar     | Tyler Klumper      | Manqoba Madida  |
| 2018  | Ahmed Clip      | Nour Eldin Hussein | Karim Mohammed  |
| 2025  | Ashton Kaduku   | non attribuée      | non attribuée   |

## Palmarès féminin

### Podiums élites
| Année | Or             | Argent              | Bronze            |
| 2014  | Stacey Bryant  | Paige Muller        |                   |
| 2018  | Arafa Hassan   | Victoria Abdelkarim | Haggar Elbestawy  |
| 2024  | Miyanda Maseti | Hana Taylor         | Kendall Coombes   |
| 2025  | Miyanda Maseti | Helen Mitchell      | Kudakwashe Mswaka |

### Podiums des moins de 23 ans
| Année | Or           | Argent        | Bronze        |
| 2023  | Hana Taylor  | non attribuée | non attribuée |
| 2025  | Rufaro Tembo | Melisa Pekani | non attribuée |

### Podiums juniors
| Année | Or             | Argent            | Bronze        |
| 2014  | Maia Rawlins   | Kayla Eggar       | Anita Zenani  |
| 2018  | Alaa Elsayed   | Yvonne Iradukunda | Salma Aatia   |
| 2023  | Miyanda Maseti | non attribuée     | non attribuée |